# 安納なお
安納 なお（あんのう なお、6月30日 - ）は、日本の歌手・コーラス・シンガーソングライター・MC・モデル・作詞家・作曲家・音楽プロデューサー・ボーカルアドバイザー。壬生ふるさと夢大使（栃木県・壬生町）。栃木県出身。血液型はO型。COUPE MANAGEMENT所属。

## 概要

### 人物
- 来歴　幼少期、小学生時代の合唱団やミュージカル出演を経て高校時代にはバンドを組み、音楽の専門学校へと進学する[3][4]。卒業後は『NaO*』としてアーティスト活動を始める。2012年頃から『安納なお』として活動[5]。活動は主に東京を中心としているが出身地の栃木でも壬生ふるさと夢大使を務める傍ら様々なライブ、イベントへもジャンルを問わず出演している。
- 趣味　ヨガ、ハーブ、アロマ、紅茶、カフェ巡り、アクセサリー作り
- 資格　アロマ検定1級、ハーブセラピスト、ヨガインストラクター
- 特技　絵を描くこと(独特)

### 活動
- 作詞・作曲も行うが、ボーカリストとしての活動を主としている。ソロとしての活動の傍ら、遊助、山崎育三郎やアニメソングのコーラス等へも参加しており、ボーカルアドバイザーとしても活動している。
- ライブ配信アプリを利用したオンライン活動も積極的に展開しており、2020年にはライブ配信アプリ「Pococha」より歌をメインとしたライブ配信を展開、人気ランクは最上級のS帯（人気ランクはS、A～Eの6段階各クラス内にも階級あり（2020年9月時点））のトップライバーとして活躍[6]。

## 受賞、ランキング
- 『Brightest Love』着うた週間ランキング1位[7][8]（2011年1月26日-2月2日、mero.jp）
- 『Brightest Love』着うた週間ランキング1位・2週目[7][8]（2011年2月2日-2月9日、mero.jp）
- 『Brightest Love』着うた週間ランキングで5週連続TOP10入り[7][8]（2011年1月26日-3月2日、mero.jp）
- 『壬生町・ふるさと夢大使』任命[1][2][9]（2018年1月5日[10]、栃木県・壬生町）
- 第8回 mystafesta ボーカル部門 審査員特別賞受賞[11]（2018年10月7日）
- mystafesta 女性ボーカリストオーディション 2018 優勝 グランプリ受賞[12]（2018年12月2日）
- Pococha 人気最上級ランクS帯、人気最上位S6獲得[13]（2020年10月18日）
- エマージェンザ・ジャパン2022アンバサダー選手権 優勝 グランプリ受賞[14]（2022年3月6日）
- 『マニー・パッキャオ チャリティーマラソンイベント広報大使』就任[15]（2022年5月11日）

## ディスコグラフィ

### CD
| タイトル          | 発売日           | 規格                                            | 備考                                                     |
| ----------------- | ---------------- | ----------------------------------------------- | -------------------------------------------------------- |
| 安納なお anno nao | 2014年2月9日     | ライブ会場100枚限定発売（50枚追加販売）         | 完売（追加分完売）                                       |
| オリオン          | 2014年8月28日    | 北参道ストロボカフェ会場当日限定発売            |                                                          |
| sea roar          | 2014年11月9日    | NACD-0001 枚数限定発売                          | 完売                                                     |
| Brand New Days    | 2017日年10月20日 | NACD-0003 初回盤50枚限定発売 通常盤枚数限定発売 | 初回盤50枚完売、初回プレス版完売                         |
| お願いジャスミン  | 2020日年8月18日  | NACD-0003                                       | Brand New Daysのジャケット、表題曲違いの通常盤として発売 |
| VOICE             | 2022年2月20日    | NAOR-0001                                       | 全曲シングルカットデジタルリリース                       |

### デジタルシングル
| タイトル       | 配信日        | 配信媒体                                                | 備考 |
| -------------- | ------------- | ------------------------------------------------------- | --- |
| Brightest Love | 2011年1月26日 | mero.jp                                                 | 着うた週間ランキング1位（2011年1月26日-2月2日） 着うた週間ランキング1位（2011年2月2日-2月9日） 5週連続TOP10入り（2011年1月26日-3月2日） |
| marvel         | 2020年1月20日 | オリコン、ヤマハ・my sound、mora                        | 遊技機『ぱちんこウルトラ6兄弟』搭載曲                                                                                                   |
| vermilion      | 2020年11月5日 | Apple Music、music.jp、mora                             | 遊技機『ぱちんこウルトラセブン 超乱舞』搭載曲                                                                                           |
| Voice          | 2022年1月26日 | Amazon、iTunes、YouTubeMusic、LINE MUSIC、レコチョク 他 | 1st mini album『VOICE』収録、先行配信リリース 5ヶ月連続リリース企画①                                                                    |
| START LINE     | 2022年1月26日 | Amazon、iTunes、YouTubeMusic、LINE MUSIC、レコチョク他  | 1st mini album『VOICE』収録、先行配信リリース 5ヶ月連続リリース企画①                                                                    |
| シャバダバ     | 2022年2月28日 | Amazon、iTunes、YouTubeMusic、LINE MUSIC、レコチョク他  | 1st mini album『VOICE』収録 5ヶ月連続リリース企画②                                                                                      |
| Here!          | 2022年3月31日 | Amazon、iTunes、YouTubeMusic、LINE MUSIC、レコチョク他  | 1st mini album『VOICE』収録 5ヶ月連続リリース企画③                                                                                      |
| 虹             | 2022年4月30日 | Amazon、iTunes、YouTubeMusic、LINE MUSIC、レコチョク他  | 1st mini album『VOICE』収録 5ヶ月連続リリース企画④                                                                                      |
| Savior         | 2022年5月18日 | Amazon、iTunes、YouTubeMusic、LINE MUSIC、レコチョク他  | ProjectKプロデュース公演3rd・舞台『KIKAI～キカイ～』タイアップ曲 5ヶ月連続リリース企画⑤                                                 |
| 永遠-towa-     | 2022年5月18日 | Amazon、iTunes、YouTubeMusic、LINE MUSIC、レコチョク他  | ProjectKプロデュース公演3rd・舞台『KIKAI～キカイ～』タイアップ曲 5ヶ月連続リリース企画⑤                                                 |

### バンド
| バンド名・タイトル             | 規格     | 発売日        | 備考                                                |
| ------------------------------ | -------- | ------------- | --------------------------------------------------- |
| 零式星間観測機『Spread field』 | RSKR-001 | 2015年1月28日 | Nao（ボーカル）、Kaho（キーボード）、Chie（ドラム） |

## 参加作品
| 発売日         | タイトル                                                                            | 規格品番            | 参加収録曲                                                                       |
| -------------- | ----------------------------------------------------------------------------------- | ------------------- | -------------------------------------------------------------------------------- |
| 2013年10月9日  | 中谷あすみ『煌めいてオーバーヘッド』(Single)                                        | JAN：4582369910238  | 煌めいてオーバーヘッド（コーラス）                                               |
| 2014年4月23日  | 上野優華『Diamond days~ココロノツバサ~』(Single)                                    |                     | 夢へのキズナ（コーラス）                                                         |
| 2014年11月5日  | 遊助『きみ』(Single)                                                                | JAN：4988009095530  | きみ（コーラス）フジテレビ系めざましどようび デイリーテーマソング                |
| 2015年3月25日  | GALETTe 1st mini ALBUM『Grooving Party』                                            |                     | JUMP! for a dream（コーラス）                                                    |
| 2015年3月25日  | 遊助『Take me out to the ball game~あの・・一緒に観に行きたいっス。お願いします! 』 | JAN：4988009100036  | 君 ノ面影（コーラス）                                                            |
| 2015年7月28日  | 山口活性学園『PARADOX』（6th Single）                                               | JAN：4582467320311  | （ボーカルアドバイザー）                                                         |
| 2016年5月31日  | 山口活性学園『ONE』（7th single）                                                   | JAN： 4582467320588 | （ボーカルアドバイザー）                                                         |
| 2016年11月6日  | 遊助『凛』（21st Single）                                                           | JAN：4547366270723  | 愛して 愛して（コーラス）                                                        |
| 2017年1月31日  | 山口活性学園『NOTE3』（3rd Album）                                                  | JAN：4582467320847  | （ボーカルアドバイザー）                                                         |
| 2018年4月25日  | アイカツフレンズ!『ありがと ⇄ 大丈夫』（Maxi Single）                               | JAN：4540774147465  | 全曲（コーラス） TVアニメ/データカードダス『アイカツフレンズ!』OP/EDテーマ       |
| 2018年5月30日  | 遊助『あの・・こっからが山場なんですケド。』（8th Album）                           | JAN：4547366355673  | History Ⅵ（コーラス）                                                            |
| 2018年7月25日  | 山崎育三郎『I LAND』（Album）                                                       | JAN：4988031287705  | I LAND（コーラス）                                                               |
| 2018年8月22日  | アイカツフレンズ!『Second Color:YELLOW』（Maxi Single）                             | JAN：4540774147946  | 全曲（コーラス） TVアニメ/データカードダス『アイカツフレンズ!』挿入歌            |
| 2018年10月24日 | アイカツフレンズ!『そこにしかないもの』（Maxi Single）                              | JAN：4540774148011  | 全曲（コーラス） TVアニメ/データカードダス『アイカツフレンズ!』OP/EDテーマ       |
| 2018年12月19日 | アイカツフレンズ!『Third Color:PURPLE』（Maxi Single）                              | JAN：4540774148189  | 全曲（コーラス） TVアニメ/データカードダス『アイカツフレンズ!』挿入歌            |
| 2019年1月16日  | 遊助『砂時計』（21st Single）                                                       | JAN：4547366383867  | まだまだだ自分（コーラス）                                                       |
| 2019年4月24日  | アイカツフレンズ!『ひとりじゃない！』（Maxi Single）                                | JAN：4540774148585  | 全曲（コーラス） TVアニメ/データカードダス『アイカツフレンズ!』OP/EDテーマ       |
| 2019年5月17日  | ももいろクローバーZ『MOMOIRO CLOVER Z』（5th Album）                                | JAN：4988003543457  | リバイバル（コーラス）                                                           |
| 2019年6月26日  | アイカツフレンズ!『SPECTACLE JOURNEY Vol.1』（Album）                               | JAN：4540774148776  | 全曲（コーラス） TVアニメ/データカードダス『アイカツフレンズ!』2ndシーズン挿入歌 |
| 2020年2月4日   | Yamakatsu『NOTE5』（5th Album）                                                     | JAN： 4582467322155 | （ボーカルアドバイザー）                                                         |
| 2020年8月26日  | アイカツフレンズ!『Best Friends』（2枚組BEST盤）                                    | JAN：4540774907861  | 全曲（コーラス） TVアニメ/データカードダス『アイカツフレンズ!』OP/EDテーマ全収録 |
| 2021年2月2日   | ＃ババババンビ「青春ギルティ」「アイノハナ」                                        | 配信限定            | 青春ギルティ/アイノハナ（コーラス）                                              |
| 2021年3月12日  | ＃2i2「FATE」「SAYONARA」「SCAR」                                                   | 配信限定            | FATE/SAYONARA/SCAR（コーラス）                                                   |
| 2021年3月24日  | 遊助『For 遊』（10th Album）                                                        | JAN：4547366495898  | 世の中に2文字しか無くなってもいいや（コーラス）                                  |
| 2021年4月22日  | Beatcats『カラフルデイズ』（セガトイズ・サンリオ共同開発プロジェクト）              | 配信限定 PCSP03545  | カラフルデイズ（コーラス）                                                       |
| 2021年6月12日  | ＃2i2「独り占め」                                                                   | JAN：4997184139175  | 独り占め（コーラス）                                                             |
| 2021年8月12日  | ＃2i2「Live and let live」                                                          | JAN：4997184144001  | Live and let live（コーラス）                                                    |
| 2021年9月1日   | NEGI☆U『つまりはいつもくじけない！』                                                | JAN：4988003588151  | めいくあっぷとぅるぅ！（コーラス）                                               |
| 2021年11月3日  | Lucky²『キミすき』                                                                  | JAN：4547366526899  | lucky day☆（コーラス）                                                           |
| 2021年12月20日 | メルキス『Choco♡Melty』                                                             | 配信限定            | Choco♡Melty（コーラス）                                                          |
| 2022年3月27日  | ＃ババババンビ「バババーバ・バーババ」                                              | HSRCD-0008          | 全曲（コーラス）                                                                 |
| 2022年6月29日  | アイカツ!シリーズ 10th Anniversary Album Vol.03 「Mellow Tears Rhythm」             | JAN：4540774159635  | 全曲（コーラス）                                                                 |

## ソロ出演・自主企画公演
- ROCK TO THE FUTURE×SET YOU FREE（12月17日、宇都宮市文化会館）

- GROOVE FRESCO vol.1 大谷雅恵 Birthday LIVE（2月25日、代官山 LOOP）
- ３．１１震災からの復興と希望の集い（3月11日、福島県国見町観月文化センター体育館）
- GROOVE FRESCO vol.2 （4月28日、六本木morph）
- GROOVE FRESCO vol.3 『～極東最前線 六本木 <弐の章>～』（6月30日、六本木 morph）
- NaO×栗原正樹 presents.『繋ぐ音‐meet more sounds‐』（7月26日、新宿 FNV）
- GROOVE FRESCO vol.4 『渋谷 Acoustic Summer Night』（7月28日、LOOP ANNEX）
- 『One Voice for Love #21』 （9月7日、Eggman Tokyo East）
- 『ミュージックDNAトーキョー』 （9月17日、Shibuya O-EAST）

- 『Arche』 First and Oneman Live ～朧月夜に霞み鳴る言の葉～ （3月24日、渋谷TAKE OFF 7）
- 『STARS LIVE』（4月7日、壬生町中央公民館大ホール）
- 『ドリームエンジェル』（8月22日、Live inn Magic）
- 綺乃せり×安納なお Presents『Dolly × Aily』（10月5日、Live inn Magic）
  - 安納なお初企画ライブ
- ～川上"mackie"真樹 Presents～『One Voice Love #28』（11月1日、Eggman Tokyo East）
- MUSIC-ECO＃55（11月2日、高田馬場 LiveCafe mono）
- 安納なお×イロハマイ『夜カフェLIVE♪』（11月2日、渋谷TK BAR）
- 『新宿区 若者のつどい』（11月9日、新宿文化センター）
- avion records presents!LIVE（11月22日、渋谷 club asia）
- 『Now or Never Vol.2』（11月29日、赤坂TENJIKU）

- 『フリージアとショコラ2014』（2月9日、渋谷TK BAR）
- 『START OF END VS NOW OR NEVER』（4月25日、CLUB CRAWL）
- 安納なお presents『Cafeterianno＊』（8月28日、北参道ストロボカフェ）
- 『Now or Never Vol.6』（9月25日、渋谷plug）
- 『アニソン パーティー 2014冬』（12月12日、渋谷club asia）

- 『東京ふるさと祭り』（1月13日、東京ドーム）
- 『フリージアとショコラ ハートフルバレンタインPARTY』（2月11日、渋谷TK BAR）
- 安納なお×イロハマイ『夜カフェ♡バースデーLIVE』（6月27日、北参道ストロボカフェ）
- 安納なお×イロハマイ『夜カフェLIVE』（11月15日、渋谷encore）
- 『Song for you』（12月23日、川崎セルビアンナイト）

- 安納なお×イロハマイ『夜カフェバレンタインパーティ』（2月12日、原宿ストロボカフェ）
- 『シンデレラライブvol.13』（5月13日、代々木barbara）
- 『Fortune Cafe Presents LIVE vol.5』（6月21日、新大久保 Fortune CAFE）
- 『Nao Anno Birthday LIVE』（6月30日、style南青山）

- O・Ki・Ya One Man Live『立夏の乱』（5月4日、月見ル君想フ。）
- 『NAO ANNO BIRTHDAY LIVE』（7月1日、新橋 LIVE CAFE TOMORROW’S）
- CHIE SONIC2017『チエソニ』（7月23日、汐留 BLUE MOOD）
- 『It’s lit  Fes in 川崎クラブチッタ』（8月22日、CLUB CITTA'）
- 『in my room』（9月8日、真昼の月夜の太陽）
- 安納なお Presents『Autumn tea time』[45]（10月20日、原宿ストロボカフェ）
  - 『Brand New Days』レコ発ライブ
- イロハマイ企画『秋のもふ祭-これはもうもふフェス-』（11月1日、shibuya eggman ）
- 『X'mas Live』（12月17日、渋谷 Last Waltz）

- 『みおーフェス』（1月20日、学芸大学 MAPLE HOUSE）
- 『ガールズセッションライブ〜音楽女子会〜』（3月18日、新宿RUIDO K4）
- 『モダーン･ノスタルジア』（6月13日、真昼の月夜の太陽）
- 『NAO ANNO BIRTHDAY LIVE』（6月30日、自由が丘 hyphen）
- 『音楽女子会 Vol.2』（7月5日、上野音横丁）
- TNX presents『It's a Girl's Soloって Live!』[46]（7月28日、初台 DOORS）
- 『幸せの輪 笑顔の連鎖反応 Vol.2』（8月10日、真昼の月夜の太陽）
- 『Dream Kingdom 第２部』（8月11日、横浜 CROSS STREET）
- CHIE SONIC2018『チエソニ』（8月19日、汐留 BLUE MOOD）
- 『mystafesta Vol.7』（9月2日、六本木 ニコファーレ）
- 『横山佳穂 Birthday LIVE』（9月29日、北参道ストロボカフェ）
- 『音楽女子会 Vol.3』（10月5日、巣鴨獅子王）
- 『HALLOWEEN LIVE 2018～音楽聴いてタコライスを食べよう♪～』（10月27日、新橋 LIVE CAFE TOMORROW’S）
- 『mystafesta Vol.8』（10月7日、東京・恵比寿 EBIS303）
  - 第8回 mystafesta ボーカル部門 審査員特別賞受賞
- 『O・K I・YA 2018 ふぁんみーてぃんぐ』（11月11日、練馬 Beborn）
- 第1回東新宿サーキットフェス『東宿on』[47]（11月23日、cat's hole）
- 香焼志保 presents『香焼家の食卓〜誕生日編〜』（11月24日、板橋ファイト!)
- NAO ANNO『Seasonal teatime』（12月1日、北参道ストロボカフェ）
  - 安納なお 初ワンマンライブ
- 『mystafesta Vol.10』（12月2日、六本木 ニコファーレ）
  - mystafesta 女性ボーカリストオーディション 2018 優勝 グランプリ受賞（全部門最多得点）
- 『音楽女子会 mini Xmas Party』（12月23日、Eggman Tokyo East）

- 安納なお Presents『Utatane vol.1』[48]（1月12日、高田馬場 Live CAFE mono）
  - 安納なお 6ヶ月連続企画ライブ 第1弾
- 『Gentle Night』（1月24日、KITASANDO GRAPES）
  - GRAPES KITASANDO 3rd Anniversary
- 『'S Wonderful！』～Monday スリーマンLIVE～（2月4日、真昼の月夜の太陽）
- 安納なお Presents『Utatane vol.2』[49]（2月16日、下北沢 Laguna）
  - 安納なお 6ヶ月連続企画ライブ 第2弾
- 『O・Ki・Ya ワンマンライブ ～如月の宴～』（2月17日、汐留 Blue Mood）
- 安納なお Presents『Utatane vol.3』[50]（3月16日、live and cafe fight!）
  - 安納なお 6ヶ月連続企画ライブ 第3弾
- 安納なお Presents『Utatane vol.4』[51]（4月6日、池尻大橋・#chord_）
  - 安納なお 6ヶ月連続企画ライブ 第4弾
- 渡部かをり企画『ひとりにしないで!!』（4月27日、下北沢・MOSAiC）
- 『REIWA‼︎』（5月2日、KITASANDO GRAPES）
- 『Kamimaezu ACO FESTIVAL』（5月4日、Club Zion）
- TNX presents『It's a Girl's Pop World!G/W SP!』（5月6日、初台 DOORS）
- 安納なお Presents『Utatane vol.5』（5月11日、駒込・わいわいほーる）
  - 安納なお 6ヶ月連続企画ライブ 第5弾
- もふカフェ vol.4『イロハマイの誕生を祝う会 2019』（6月16日、池尻大橋・#chord_）
- 『モダーン・ノスタルジア』（6月16日、真昼の月夜の太陽）
- 『NAO ANNO ONE MAN LIVE』（6月30日、KITASANDO GRAPES）
  - 安納なお 6ヶ月連続企画ライブ 第6弾ワンマンライブ
- 『NAO CAFE MEETING』（8月4日、池尻大橋・#chord_）
- イロハマイ主催『#もふフェス vol.2 -electro夏祭り2019-』[52]（7月25日、LOUNGE NEO）
- 『スナック山本ママ ～アーティストが集まるお店～Vol.44』（8月17日、駒込・わいわいほーる）
- 『NAO CAFE LIVE』（10月5日、池尻大橋・#chord_）
- 『U☆TVライブVol.7』（11月19日、live and cafe fight!）
- 『NAOCAFE WINTER ONEMAN LIVE』（12月7日、池尻大橋・#chord_）
- 『yuukaレコ発祭2019〜Aラインのワンピース〜』（12月8日、井荻・チャイナスクエア）

- 『'79 COME BACK SPECIAL GREAT TIT!』（1月11日、汐留 Blue Mood）
- 『J-POP NIGHT』（1月13日、銀座ケントス）
- 『J-POP NIGHT』（2月2日、横浜ケントス）
- 『NAO ANNO BIRTHDAYLIVE 2020』(プレミア配信限定ライブ)[53]（6月30日、池尻大橋・#chord_）
- 『NAO CAFE COVER Vol.1』(プレミア配信限定ライブ)（8月27日、池尻大橋・#chord_）
- 『FUN BOX Vol.1』(プレミア配信限定ライブ)（8月18日、池尻大橋・#chord_）
- 『FUN BOX Vol.2』(プレミア配信限定ライブ)（10月10日、池尻大橋・#chord_）
- 『ニブン/イチ Live Stream/vol.4』(プレミア配信限定ライブ)（10月17日、池尻大橋・#chord_）
- 『J-POP NIGHT』（11月28日、銀座ケントス）
- 『J-POP NIGHT』（12月27日、横浜ケントス）

- 『COUPE MUSIC LIVE vol.1』(Pococha配信限定ライブ)[54]（4月8日、MUSIC BAR CIRCLE）
- 『NAO ANNO BIRTHDAYLIVE』昼・夜2公演（6月26日、池尻大橋・#chord_）
- 『ニブン/イチLiveStream/vol.12 -ミライセ七夕祭り-』（4月8日、MUSIC BAR CIRCLE）
- 『BABEL MUSIC LIVE vol.2』[55]（7月13日、中目黒 楽屋）
- Welcome back presents『夏に想いを馳せて』[56]（7月23日、大塚 Welcome back）
- 『Winter Special Music 2021』（11月20日、大塚 Welcome back）

- 『#Utatane2022』（1月29日、池尻大橋・#chord_）
- 『OHASHI POP JUNCTION』（2月12日、池尻大橋・#chord_）
- 『NAOANNO ワンマンライブ』レコ発ワンマンLIVE（2月20日昼公演、池尻大橋・#chord_）
  - アルバムVOICE・リリース記念LIVE[57]
- 『平成ヒッツナイト〜だって平成育ちだもん〜』（2月20日夜公演、池尻大橋・#chord_）
- 『Music For Next  Season2022』（3月27日、大塚 Welcome back）
- 『#Utatane W』（4月3日、池尻大橋・#chord_）
- 『地球をきれいにするフェス~Girl’s Edition~』（4月29日、池尻大橋・#chord_）
- エマージェンザ・ジャパン・セミファイナル東京第3戦、ゲストライブ出演（5月14日、Eggman）
- 『VOICE 東名阪ツアーLIVE』（6月18日、大阪・Salon de Munetsugu）
- 『VOICE 東名阪ツアーLIVE』（6月19日、名古屋・Studio Flam）
- 『VOICE 東名阪ツアーLIVE FINAL』（7月10日、渋谷Loft Heaven）
  - NAO ANNO BIRTHDAY ONE-MAN LIVE "VOICE"[58]
- 『J-POP NIGHT』（8月11日、銀座ケントス）
- 『J-POP NIGHT』（9月4日、横浜ケントス）
- 『An3er Live vol.1』（9月10日、池尻大橋・#chord_）
- 『NEXT WAVE FES』（9月19日、RED゜ TOKYO TOWER SKY STADIUM)
- 『Thanksgiving of Autumn』（9月24日、大塚 Welcome back）
- 『J-POP NIGHT』（10月10日、銀座ケントス）
- 『An3er Live vol.2』（10月15日、池尻大橋・#chord_）
- 『An3er Live vol.3』（11月19日昼公演、自由が丘 hyphen）
- 『三現色』（11月19日夜公演、自由が丘 hyphen）
- 『SYC FES 2022』（12月9日、大阪 AtlantiQs）[59]
- 『NAOANNO Xmas LIVE2022』（12月16日、自由が丘 hyphen）
- 『Lady Lady Lady』（12月17日、渋谷 LUSH）

### 2023年
- 『With Life Vol.7』（1月22日、大塚 Welcome back）
- 『Gospel Chronicle』LIVE in PAZ Vol.2（1月28日、向ヶ丘遊園 PAZ COFFEESHOP）

## サポート・ゲスト・イベント公演
- 7月、東日本大震災チャリティプロジェクト『LIFE〜被災地へのMUSIC LETTER〜』楽曲参加。
- 8月、エステ王子×美少女図鑑『夏の正しいスキンケア＆小顔術』（PARCO宇都宮）に出演。
- 11月、宇都宮共和大学（栃木県）学園祭に出演[60]。
- 11月、APRE（赤羽アピレ）においてモデルとしてファッションショーに出演。

- 3月、福島県国見町観月文化センター体育館で開催された『３．１１震災からの復興と希望の集い』にライブゲスト出演。
- 8月、壬生町かんぴょう伝来300年記念祭（みぶハイウェーパーク）ライブゲスト出演。
- 11月、APRE（赤羽アピレ）1st Renewal Anniversaryイベントにおいてモデルとしてファッションショーに出演。
- 11月、第16回おもちゃフェス（栃木県・おもちゃのまち）ライブゲスト出演。
- 12月、足利デザイン×ビューティ専門学校『colo』ライブゲスト出演。

- 5月、足利デザイン・ビューティ専門学校 おぐねーメイク講座、MC出演。
- 5月、PARCO宇都宮 ざわちんものまねメイク講座、MC出演[61][62]。
- 7月、ESP学園 presents COLORS 2013、出演。
- 7月、宇都宮 U-NATION NEVER LAND made in HAPPY（Vogue’s CAFE INTERPARK）MC出演。
- 8月、渋谷メッセージフェスティバル 2013（渋谷109）ライブゲスト出演。
- 7月、宇都宮花火大会 2013「わくわくわんぱくステージ」MC出演。
- 10月、とちぎ「食と農」ふれあいフェア2013[63]（栃木県庁）トークショーゲスト出演。
- 11月、専門学校ESPミュージカルアカデミー学園祭、MC出演。
- 11月、松戸クリスマス ファンタジー 2013 オープニングセレモニー（松戸駅）ライブゲスト出演。

- 3月、みぶの日フェア（みぶハイウェーパーク）ライブゲスト出演。
- 5月、壬生町おもちゃのまちドイツビール祭（おもちゃのまち駅）ライブゲスト出演。
- 7月、ESP学園 presents COLORS 2014、出演。
- 8月、宇都宮花火大会 2014「スマイルフェス」MC出演。
- 10月、秋季みらい館まつり（みぶハイウェーパーク満5周年記念）ライブゲスト出演。
- 12月、PiNuP Winters Collection～COUNTDOWN PARTY～ファッション＆ミュージックエンターテイメントショー!!!ライブゲスト出演。

- 3月、みぶの日わくわくフェア（みぶハイウェーパーク）ライブゲスト出演。
- 4月、壬生町しののめ花まつり、ライブゲスト出演。
- 5月、トヨタカローラ栃木足利主催・カローラフェス、ゲスト出演。
- 5月、壬生町おもちゃのまちビール祭（おもちゃのまち駅）ライブゲスト出演。
- 8月、宇都宮花火大会 2015「スマイルフェス」MC出演。
- 11月、専門学校ESPミュージカルアカデミー学園祭、MC出演。

- 3月、みぶの日フェア（みぶハイウェーパーク）ライブゲスト出演。
- 4月、壬生町しののめ花まつり、ライブゲスト出演。
- 5月、ゴールデンウイークみらい館祭（みぶハイウェーパーク）ライブゲスト出演。
- 11月、専門学校ESPミュージカルアカデミー『DREAMCATCHER』、MC出演。
- 12月、チバテレビ DIAMOND TV 公開収録ライヴ☆×ご当地アイドルオーディション、MC出演。

- 3月、みぶの日フェア（みぶハイウェーパーク）ライブゲスト出演。
- 5月、壬生町おもちゃのまちビール祭（おもちゃのまち駅）ライブゲスト出演。
- 7月、ESP学園 presents 15th COLORS 2017、メインMC出演。
- 7月、チバテレビ『ダイヤモンド☆コレクション』Kirakira☆Magic キラマジ[64]（Eggman Tokyo East）イベントゲスト出演。
- 8月、『OYAMA Aloha Festival 前夜祭』[65]（道の駅思川）イベントゲスト出演。
- 9月、『第4回 蔵の街花火大会』（栃木県栃木市）ライブゲスト出演。
- 10月、秋季みらい館まつり（みぶハイウェーパーク）ライブゲスト出演。
- 10月、宇都宮青年会議所主催「KOKUSAI music party」ライブゲスト、MC出演[66]。
- 12月、Skoop On Somebody 20th ANNIVERSARY LIVE「stage of soul」にゴスペルクロニクル、クワイヤーとして出演[67]。

- 1月、『Gospel Chronicle』3rd Anniversary Concert（渋谷・伝承ホール）に出演。
- 2月、専門学校ESPミュージカルアカデミー『monochrome 2018』MC出演。
- 3月、みぶの日フェア（みぶハイウェーパーク）ライブゲスト出演。
- 3月、ESP学園フロンティアスタジオ発表イベント、MC出演。
- 4月、壬生町しののめ花まつり、ライブゲスト出演。
- 7月、ESP学園 presents COLORS 2018、メインMC出演。
- 7月、VSOP 渋谷吹奏楽団第6回主催コンサート「四季をめぐる吹奏楽とゴスペルの休日」（渋谷区文化総合センター大和田 さくらホール）出演。
- 9月、『第5回 蔵の街花火大会』（栃木県栃木市）ライブゲスト出演。
- 10月、秋季みらい館まつり（みぶハイウェーパーク）ライブゲスト出演。
- 10月、NAO CAFE 安納なお・カフェ一日店長（上野・湯島）
- 11月、笑い場しもつけ in 開雲寺 プレオープンイベント（栃木県・石橋）
- 12月、小曽根真 THE THE TRIO×Christie Dashiell『CHIRISTMAS JAZZ NIGHT 2018』（12月20日、21日、 Bunkamuraオーチャードホール）ゴスペルクロニクルのメンバーとして出演[68]。

- 2月、専門学校ESPミュージカルアカデミー『monochrome 2019』MC出演[69]。
- 3月、みぶの日フェア（みぶハイウェーパーク）ライブゲスト出演。
- 3月、壬生町しののめ花まつり、ライブゲスト出演。
- 7月、ESP学園 presents COLORS 2019、出演。
- 9月、『湘南国際リレーマラソン RUN FES LIVE STAGE』ゲストライブ出演。（平塚市総合公園）
- 9月、壬生町おもちゃのまちビールまつり2019（おもちゃのまち駅）ライブゲスト出演。
- 10月、山崎育三郎のI AM 1936 presents THIS IS IKU 2019 〜男祭〜（東京国際フォーラムホールA）、ゴスペルクロニクルのメンバーとして出演。

- 1月、Gospel Chronicle 5th Anniversary Concert（渋谷区文化総合センター大和田）に出演。
- 5月、栃ナビ!主催「ぐるぐるエール！プロジェクト」とちぎは音楽でつながっている！とちぎエールミュージックにオリジナル楽曲「sea roar」で参加[70]。
- 9月、ライブ配信アプリ「Pococha(ポコチャ)」人気トップのミュージシャンライバーたちによる生配信ライブMake it Circleの第1弾、第2弾にメインボーカルとして出演。

- 10月、ライブ配信アプリ「Pococha」のイベント1位を獲得したプライズにより下野新聞に記事掲載。

### 2022年
- エマージェンザ
  - ジャパン・セミファイナル東京第1戦、MCアシスタント出演（5月7日、Eggman）
  - ジャパン・セミファイナル東京第2戦、MCアシスタント出演（5月8日、Eggman）
  - ジャパン・セミファイナル東京第3戦、MCアシスタント出演（5月14日、Eggman）
  - ジャパン・セミファイナル東京第4戦、MCアシスタント出演（5月15日、Eggman）
  - ジャパン・セミファイナル東京第5戦、MCアシスタント出演（5月21日、Eggman）
  - ジャパン・大阪決勝、MCアシスタント出演（6月25日、味園ユニバース）
  - ジャパン・2022 FINAL、MCアシスタント出演（7月9日、横浜・1000 CLUB）
- マニー・パッキャオ チャリティーマラソン 広報大使（5月22日、CITY FOOTBALL STATION）
- 『シタマチパンダ ビアナイト2022』がんばれ北関東!WEEK ライブゲスト出演 （8月9日、御徒町駅パンダ広場）
- 植草克秀『2022 KATSUHIDE UEKUSA PRESENTS HOTEL de SHOW & TIME』全10公演にコーラスとして出演[71]
  - 【Ｋ】リーガロイヤルホテル大阪「光琳の間」(11月3日 12:00)
  - 【Ｕ】リーガロイヤルホテル大阪「光琳の間」(11月3日 18:00)
  - 【Ｕ】リーガロイヤルホテル京都「春秋の間」(11月6日 12:00)
  - 【Ｋ】リーガロイヤルホテル京都「春秋の間」(11月6日 18:00)
  - 【Ｋ】名古屋観光ホテル「那古の間」(11月23日 12:00)
  - 【Ｕ】名古屋観光ホテル「那古の間」(11月23日 18:00)
  - 【Ｕ】東京ドームホテル　大宴会場「天空」(11月26日 12:00)
  - 【Ｋ】東京ドームホテル　大宴会場「天空」(11月26日 18:00)
  - 【Ｋ】東京ドームホテル　大宴会場「天空」(11月27日 12:00)
  - 【Ｕ】東京ドームホテル　大宴会場「天空」(11月27日 18:00)
- Skoop On Somebody　25th anniversary LIVE Vol.3〜Christmas Live Tour 2022〜 コーラスとして出演[72]
  - 名古屋・今池ガスホール(12月4日)
  - 東京・大手町三井ホール(12月22日・23日)

## 舞台
- Produced by ProjectK the 3rd 舞台『KIKAI』（2022年5月25日 - 29日、キンケロ・シアター）

## テレビ出演

### レギュラー出演
- 『ろっくとぅざふゅーちゃー』ROCK TO THE FUTURE 美少女スタイル（2011年3月25日 - 2012年3月29日、とちぎテレビ）
- 『ダイヤモンド☆コレクション』Kirakira☆Magic キラマジ[73][74][75][76]（2017年7月3日 - 2018年12月17日、チバテレビ）

### ゲスト出演
- MUSIC ON! TV（2014年8月31日、スカパー!）
- 痛快TV スカッとジャパン（2015年4月20日、フジテレビ）
- MUSIC ON! TV・ESP学園presents COLORS 2017（2017年8月28日、スカパー!）
- イマジン そこに『境界』はない（2018年3月19日、NHK総合）
- Skoop On Somebody 20th anniversary LIVE State Of Soul（2018年3月29日、WOWOW）
- MUSIC ON! TV・ESP学園presents COLORS 2019（2019年8月8日、スカパー!）
- Music B.B.　お願いジャスミンMV放映（2020年7月20日～26日、全国30局放送）
- ダイヤモンド☆コレクション　お願いジャスミンMV放映（2020年8月10日、チバテレビ）

### レギュラー出演
- YNN×とちぎ美少女図鑑(2011年12月-、ustream)
- ゆる we じかん。[77](2013年8月17日、Stickam JAPAN!)
- 安納なお×イロハマイ『夜カフェ』[78] (2015年3月9日 - 2016年3月28日、TwitCasting)
- オヘヤソワレ[79](2015年5月14日 - 7月2日、ニコニコ動画、TwitCasting)

### ゲスト出演
- ダッシュの女神[80]（SHOWROOM、ケイダッシュステージ、2019年5月29日）

## ラジオ

### レギュラー出演
- NAO cafe .fm (2020年9月24日～、stand.fm)

### ゲスト出演
- B-UP![81](2013年8月2日、RADIO BERRY)
- アザブスミスと俺たちがんばる！ (2013年8月21日、エフエム甲府、エフエム西東京)
- あおよりあおくvol.9[82](2019年9月11日、Anchor)
- あおよりあおくvol.10[83](2019年9月18日、Anchor)
- エマージェンザ・ジャパンチャンネル season2、SMART USEN
  - 第3回[84](2022年4月1日)
  - 第4回[85](2022年4月15日)
  - 第5回(2022年5月6日)
  - 第6回[86](2022年5月13日)
  - 第7回 (2022年5月27日)
  - 第8回 (2022年6月8日)
  - 第9回 (2022年6月24日)
  - 第10回[87] (2022年7月8日)
  - 第11回 (2022年7月22日)
  - 第12回 (2022年8月12日)
  - 第13回最終回[88] (2022年9月2日)

## 雑誌・新聞
- るるぶ壬生「おでスポ・コーナー」[89]（2015年12月、JTBパブリッシング）
- 下野新聞第488488号23面「Pococha」（2021年10月29日号、下野新聞）
- 音楽ライバーたちが配信を通して伝えたいこと[90]（2022年4月15日号、リアルサウンド テック）

## CM
- LAWSON×とちぎ美少女図鑑 MACHI cafe[91]

## MODEL
- 赤羽アピレガールズ[92]（APIRE、2011年-2013年）
- とちぎ美少女図鑑
- hair make Hi-s[93]（栃木県足利市・群馬県太田市、2013年）
- 小さいサイズ専門店『NOBU』[94]（2018年）